# Aguri Suzuki
Aguri Suzuki (jap. 鈴木亜久里 Suzuki Aguri; ur. 8 września 1960 w Tokio) – japoński kierowca F1 w latach 1988-1995.
Wziął udział w 88 wyścigach. Jako pierwszy Japończyk w historii stanął na podium w wyścigu F1, zajmując trzecie miejsce w Grand Prix Japonii w 1990 roku. Od sezonu 2006 prowadził zespół Super Aguri. Jego team ze względu na brak środków wycofał się ze świata Formuły 1 przed GP Turcji w sezonie 2008.

## Wyniki

### Formuła 1
| Sezon | Zespół | Konstruktor          | Zgł. | PKT | P. | P1 | P2 | P3 | Punkt. | PP | NO | NS | DK | NZ |
| --- | --- | -------------------- | ---- | --- | -- | -- | -- | -- | ------ | -- | -- | -- | -- | -- |
| 1988 | Lola | Lola-Ford            | 1    | 0   | -  | -  | -  | -  | -      | -  | -  | -  | -  | -  |
| 1989 | Zakspeed | Zakspeed-Yamaha      | 16   | 0   | -  | -  | -  | -  | -      | -  | -  | -  | -  | 16 |
| 1990 | Espo Larrousse F1 | Lola-Lamborghini     | 16   | 6   | 12 | -  | -  | 1  | 3      | -  | -  | 10 | -  | -  |
| 1991 | Larrousse F1 | Lola-Ford            | 16   | 1   | 22 | -  | -  | -  | 1      | -  | -  | 11 | -  | 4  |
| 1992 | Footwork | Footwork-Mugen-Honda | 16   | 0   | -  | -  | -  | -  | -      | -  | -  | 5  | -  | 2  |
| 1993 | Footwork | Footwork-Mugen-Honda | 16   | 0   | -  | -  | -  | -  | -      | -  | -  | 11 | -  | -  |
| 1994 | Jordan | Jordan-Hart          | 1    | 0   | -  | -  | -  | -  | -      | -  | -  | 1  | -  | -  |
| 1995 | Gitanes Ligier Mugen-Honda | Ligier-Mugen-Honda   | 6    | 1   | 17 | -  | -  | -  | 1      | -  | -  | 2  | -  | -  |
| Razem | 6 | 5                    | 88   | 8   | -  | -  | -  | 1  | 5      | -  | -  | 40 | -  | 22 |
| Sezon | Zespół | Konstruktor          | Zgł. | PKT | P. | P1 | P2 | P3 | Punkt. | PP | NO | NS | DK | NZ |
| \| Legenda \| Legenda \| \| ------------------------------------------ \| ------------------------------------------------------------------------------------------------------------------------------------------------------------------------------------------------------------------------------------------------------------------------------------------------------------------------------------------------------------------------------------------------------------------------------ \| \| Zgł. PKT P. P1 P2 P3 Punkt. PP NO NS DK NZ \| Liczba zgłoszeń do wyścigów Liczba zdobytych punktów Pozycja zajęta w klasyfikacji generalnej Liczba zwycięstw Liczba drugich miejsc Liczba trzecich miejsc Wyścigi, w których kierowca punktował Liczba zdobytych pole position Liczba zdobytych najszybszych okrążeń Wyścigi, w których kierowca był niesklasyfikowany Wyścigi, w których kierowca był zdyskwalifikowany Wyścigi, do których kierowca się nie zakwalifikował \| | |                      |      |     |    |    |    |    |        |    |    |    |    |    |
| Legenda | |                      |      |     |    |    |    |    |        |    |    |    |    |    |
| Zgł. PKT P. P1 P2 P3 Punkt. PP NO NS DK NZ | Liczba zgłoszeń do wyścigów Liczba zdobytych punktów Pozycja zajęta w klasyfikacji generalnej Liczba zwycięstw Liczba drugich miejsc Liczba trzecich miejsc Wyścigi, w których kierowca punktował Liczba zdobytych pole position Liczba zdobytych najszybszych okrążeń Wyścigi, w których kierowca był niesklasyfikowany Wyścigi, w których kierowca był zdyskwalifikowany Wyścigi, do których kierowca się nie zakwalifikował |                      |      |     |    |    |    |    |        |    |    |    |    |    |